# Synagogue d'Épernay

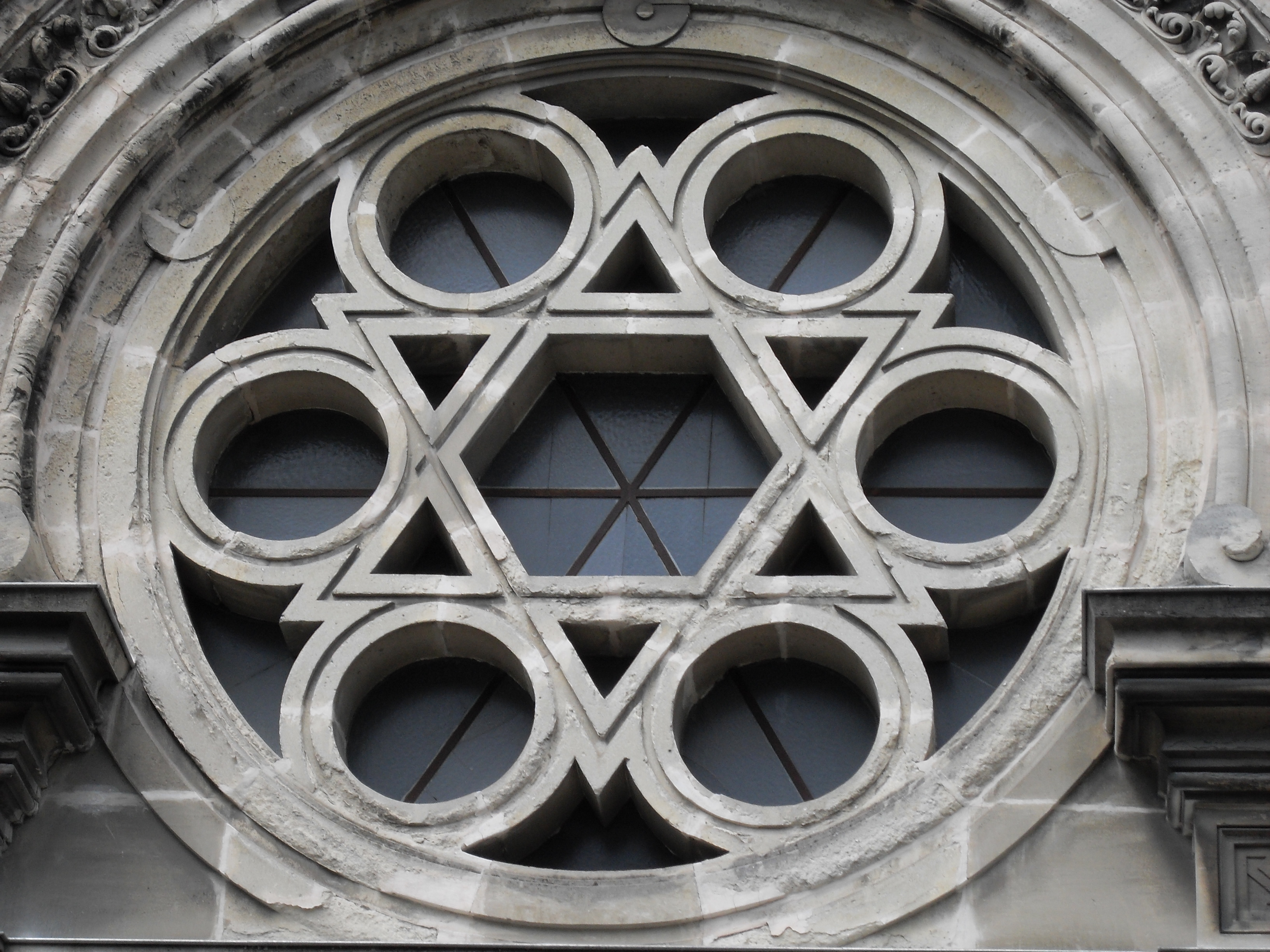
Détail de la rosace.

La synagogue d'Épernay est construite entre 1889 et 1890 et est dotée d'une rosace à l'intérieur de laquelle se trouve l'étoile de David. Elle remplace la première synagogue qui avait ouvert ses portes le 15 septembre 1865 à une autre adresse. Elle a été inaugurée le 8 septembre 1890. L'architecte est Henry Clouet.
Elle est sise au 11, boulevard de la Motte à Épernay. À l'origine, l'entrée se faisait par un portail au centre de la façade avant qui a été fermé, elle se trouve aujourd'hui sur le côté gauche au 2, rue Placet. Il est possible de visiter la synagogue lors des Journées européennes du patrimoine.

## Description
Au milieu de la façade de style néo-byzantin, on remarque immédiatement une grande rosace en forme d'étoile de David.
Juste en dessous est gravé le verset biblique Nombres 24,5 en hébreu :
מה־טבו אהליך יעקב משכנתיך ישראל
« Qu'elles sont belles tes tentes, ô Jacob, tes demeures, ô Israël ! ».
Ce verset a également été choisi pour la synagogue de Créteil.

## Signes de la présence juive à Épernay

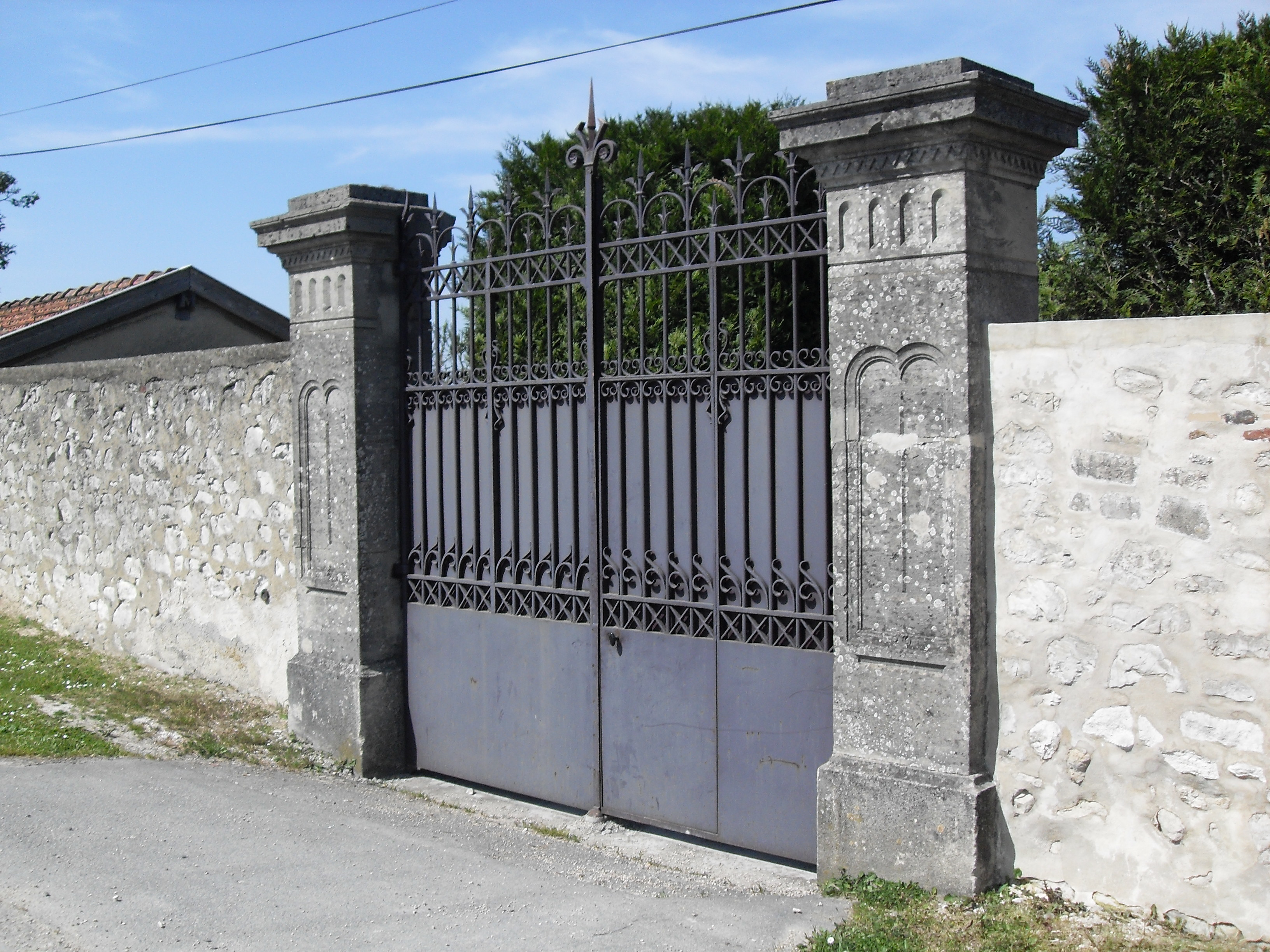
La porte du cimetière israélite.

Au Moyen Âge, la Communauté juive était importante. Elle occupait trois rues de la ville : rue de la Juiverie, rue Haute et rue de la Basse Juiverie. On trouve toujours dans le centre-ville une "rue de la Juiverie".
Avant la Seconde Guerre mondiale existait encore une petite communauté qui a été décimée par la Shoah.
La synagogue d'Épernay n'est plus guère utilisée.  Naguère très présente, la communauté juive se limite aujourd'hui à une dizaine de familles. 
Il existe un cimetière israélite à Épernay. Établi à l'extérieur de la ville, en direction de Châlons-en-Champagne (avenue de Champagne, au lieu-dit "Croix des Bouchers"), il a été construit vers 1860. La plus vieille tombe date de 1863. Le 25 janvier 2009, un autocollant représentant une croix gammée a été retrouvé sur la porte.